# Republika Tyberyńska

Flaga Republiki Tyberyńskiej

Republika Tyberyńska (wł: Repubblica Tiberina) była republiką zależną do Francji, została utworzona 4 lutego 1798, kiedy to republikanie przejęli władzę w mieście Perugia. Republikę nazwano na cześć rzeki Tyber. W 1799 została włączona do Republiki Rzymskiej. Głową państwa był konsul. Republika używała flagi francuskiej.